# Museum für Gegenwartskunst Krakau

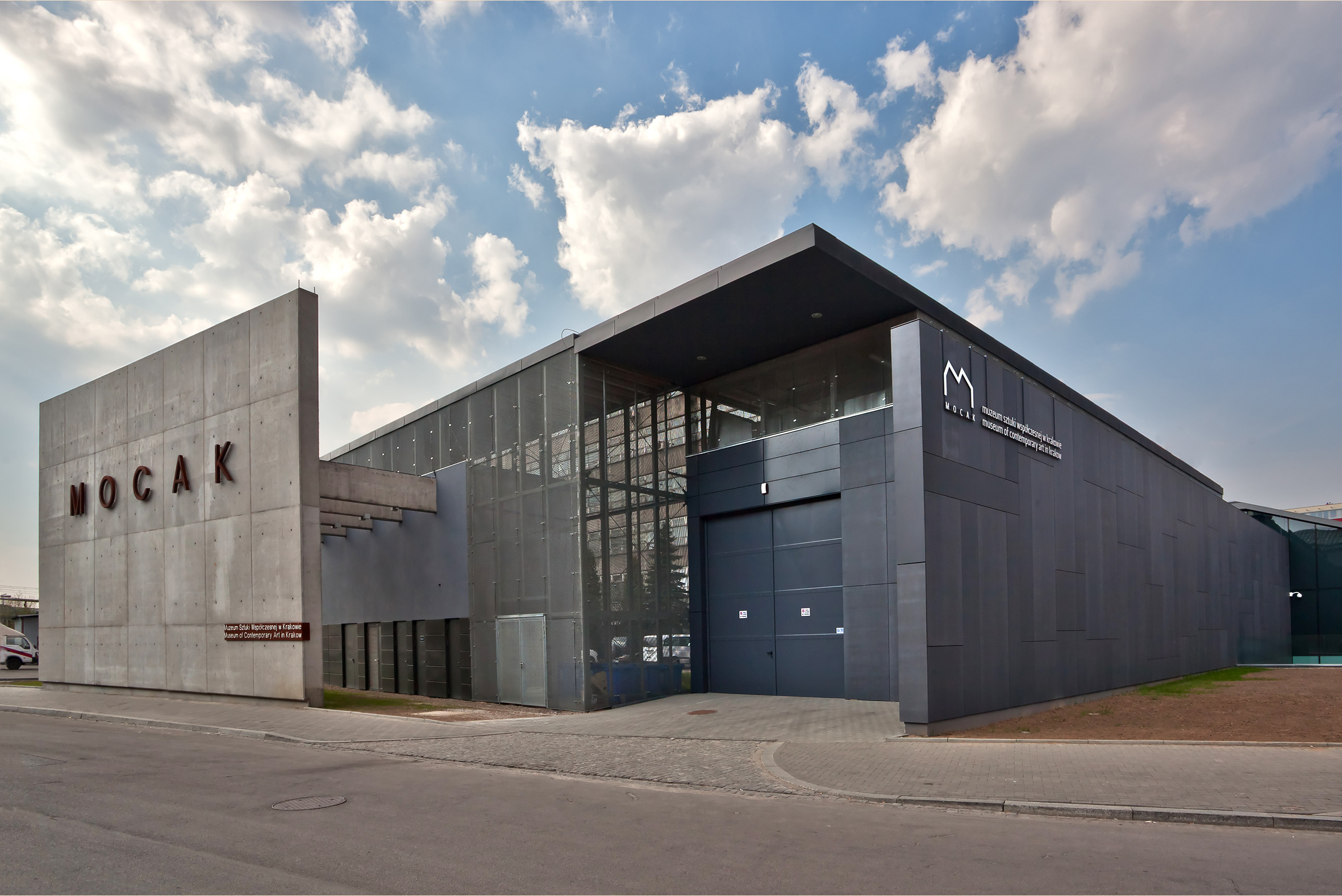
MOCAK

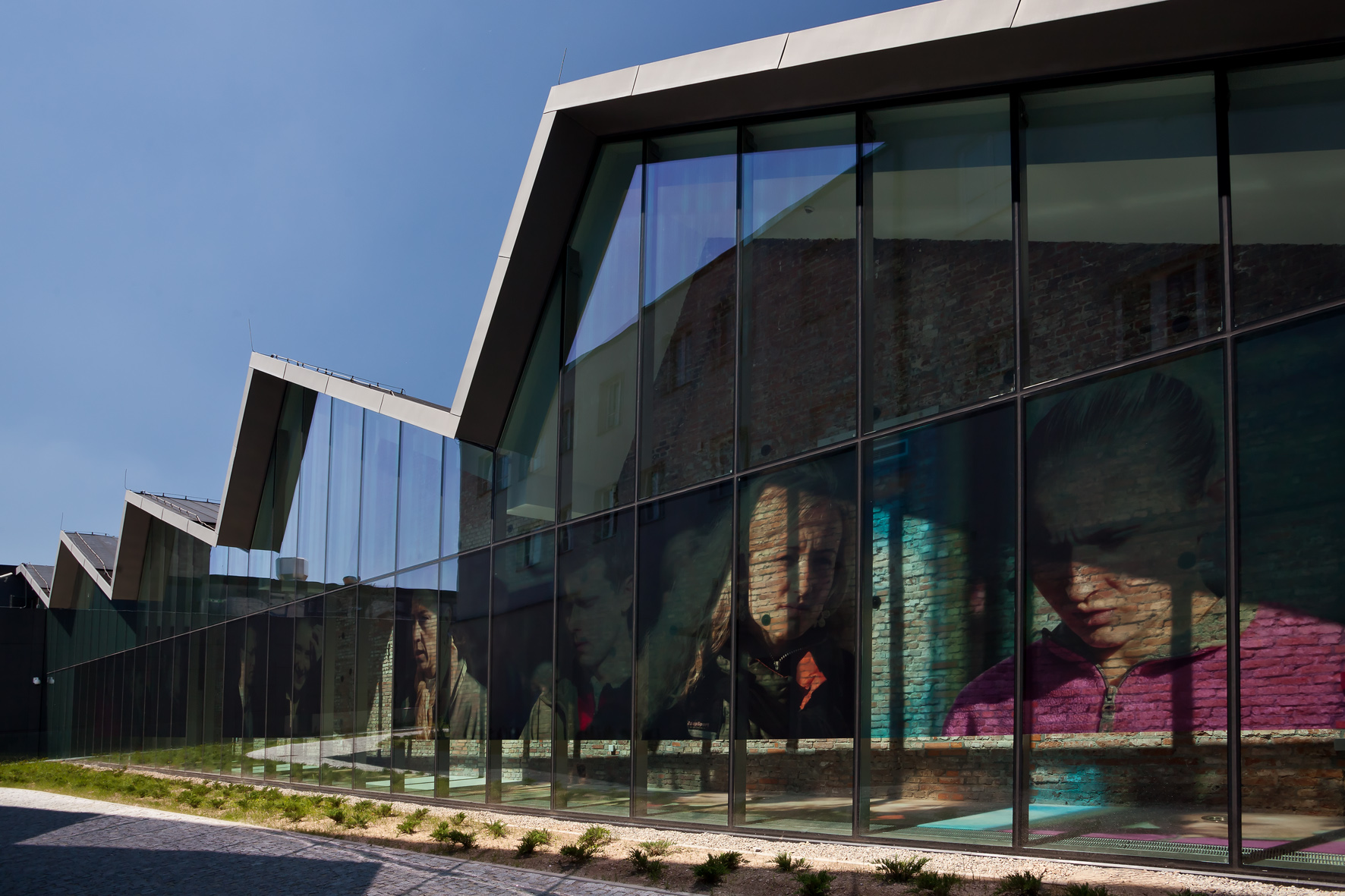
MOCAK

Das Museum für Gegenwartskunst in Krakau (MOCAK, Abkürzung von Museum of Contemporary Art in Kraków) (polnisch Muzeum Sztuki Współczesnej w Krakowie) ist eine städtische Kultureinrichtung, gegründet am 1. Februar 2010 und eröffnet am 19. Mai 2011.
Das Museum befindet sich in Räumen der ehemaligen Emailwarenfabrik Oskar Schindlers in Krakau, benachbart zu einem weiteren Museum, das die Zeit der deutschen Besatzung Krakaus von 1939 bis 1945 darstellt und nach dieser Fabrik benannt ist. Bereits im Jahr 2004 hat die Krakauer Stadtgemeinde die alten Werksgebäude mit dem umliegenden Gelände gekauft und für Museumszwecke bestimmt.
Die Sammlungen bestehen hauptsächlich aus Kunstwerken der beiden letzten Jahrzehnte. Seit der Eröffnung bekleidet die Kunsthistorikerin und Kunsttheoretikerin Maria Anna Potocka den Posten des Direktors. Zweck der Ausstellung ist die Übermittlung und Erklärung der zeitgenössischen Kunst an verschiedene Besuchergruppen. Das Museum führt Forschungsprojekte durch und gibt Bücher über moderne Kunst heraus. Die Sammlungen enthalten Werke von Künstlern aus Polen und aus dem Ausland.
Der Entwurf der Umgestaltung des Museumgebäudes wurde 2007 in einem Wettbewerb ausgewählt. Die Bauarbeiten nach dem Entwurf der italienischen Architekten Claudio Nardi und Leonardo Maria Proli wurden 2009 begonnen. Es entstand ein neues Gebäude, sechs alte Fabriksgebäude wurden den Museumszwecken angepasst. Die Ausstellungsräume umfassen etwa viertausend Quadratmeter Nutzfläche, die Gesamtfläche beträgt etwa zehntausend Quadratmeter. Die Baukosten betrugen etwa siebzig Millionen Zlotys, die Hälfte wurde aus den Mitteln der Europäischen Union gespendet.
Die MOCAK-Buchhandlung bietet Bücher über moderne Kunst sowie Kunstgegenstände an. Die vom Museum veranstalteten temporären Ausstellungen werden oft zum Gegenstand heftiger Diskussionen, nicht nur unter den Kunstkritikern. Eine der Ausstellungen wurde dem Auschwitz-Fotografen Wilhelm Brasse gewidmet.